# Live at Luna Park
Live at Luna Park är ett livealbum med det amerikanska progressiv metal/progressiv rock-bandet Dream Theater, utgivet 2013 av skivbolaget Eagle Rock Entertainment. Albumet spelades in 19 och 20 augusti 2013 i Luna Park Stadium (Estadio Luna Park) i Buenos Aires, Argentina. Live at Luna Park utgavs bland annat som en dubbel-DVD, trippel-CD, Blu-ray Disc, 3CD/2DVD och Blue-ray/3CD.

## Låtlista
CD 1
1. "Bridges in the Sky" – 11:00
2. "6:00" – 5:55
3. The Dark Eternal Night" – 10:09
4. "This Is the Life" – 7:02
5. "The Root of All Evil" – 9:29
6. "Lost Not Forgotten" – 9:58
7. "Drum Solo" (instrumental) – 6:16
8. "A Fortun in Lies" – 5:20
9. "The Silent Man" – 4:15
10. "Beneath the Surface" – 5:29

Speltid: 01:14:53
CD 2
1. "Outcry" – 11:30
2. "Piano Solo" (instrumental) – 3:04
3. "Surrounded" – 6:05
4. "On the Backs of Angels" – 8:32
5. "War Inside My Head" – 2:15
6. "The Test That Stumped Them All" – 4:55
7. "Guitar Solo" (instrumental) – 8:39
8. "The Spirit Carries On" – 7:54
9. "Breaking All Illusions" – 12:43
10. "Metropolis Pt. 1: The Miracle and the Sleeper" – 12:46

Speltid: 01:18:23
CD 3
1. "These Walls" – 7:28
2. "Build Me Up, Break Me Down" – 7:03
3. "Caught in a Web" – 5:41
4. "Wait for Sleep" – 2:51
5. "Far from Heaven" – 4:07
6. "Pull Me Under" – 8:31

Speltid: 35:41

## Medverkande
Dream Theater
- James LaBrie - sång
- John Myung - bas
- John Petrucci - gitarr, bakgrundssång
- Jordan Rudess - keybords
- Mike Mangini - trummor, slagverk

Bidragande musiker
- Oleg Pishenin, Serdar Geldymuradov – violin
- Joëlle Perdaens – viola
- Néstor Tedesco – cello

Produktion
- John Petrucci – producent
- Mike Leonard – ljudtekniker, exekutiv producent
- Frank Solomon – exekutiv producent
- Chris Paul – assisterande ljudtekniker
- Richard Chycki – ljudmix
- Andy Vandette – mastering